# Convenio relativo a la conservación de la fauna y la flora en su estado natural
El Convenio relativo a la conservación de la fauna y la flora en su estado natural, también conocido como Convenio de Londres de 1933, fue uno de los primeros acuerdos entre potencias coloniales para la conservación de la naturaleza. Como uno de los primeros acuerdos generales de conservación en África, y el primero en proteger específicamente una especie vegetal, se le ha llamado la Carta Magna de la conservación de la vida salvaje y "el punto álgido de la protección global institucionalizada de la naturaleza antes de la Segunda Guerra Mundial".

## Proceso político
La Convención fue el resultado de la Conferencia Internacional para la Protección de la Fauna y Flora de África de 1933, presidida por Richard Onslow, 5º conde de Onslow, entonces presidente de la Sociedad para la Preservación de la Fauna Salvaje del Imperio.Se basaba en el Convenio de Londres de 1900, que se había acordado pero nunca entró en vigor por falta de ratificaciones.
Los signatarios del convenio de 1933 fueron Bélgica, el Egipto, la Francia, el Italia, el Sudán Angloegipcio, la Unión Sudafricana y el Reino Unido y sus dependencias. Todos, excepto Francia y España, ratificaron el acuerdo en 1935, y la India británica se adhirió parcialmente en 1939. En 1950, fue ratificado por Portugal y en 1963, la entonces independiente República de Tanganica se adhirió al convenio.
El Convenio de Londres de 1933 fue sustituido por el Convención africana sobre la conservación de la naturaleza y de los recursos naturales en 1968.

## Obligaciones
El Convenio obligaba a los signatarios a establecer parques y reservas y a limitar los asentamientos humanos en ellos, a domesticar animales útiles y a prohibir métodos de captura antideportivos. También obligaba a los Estados a otorgar protección especial a una lista de especies.

### Especies protegidas
El Convenio otorgaba diversos grados de protección a dos clases de especies.

#### Clase A
Las 17 especies de mamíferos, tres de aves y una de plantas de la Clase A sólo podrán cazarse o matarse de cualquier otra forma mediante un permiso especial que se concederá exclusivamente con fines de investigación científica u otros fines críticos.
| - Gorila (todas las especies) - Lémures de Madagascar Cheirogaleidae, Lemuridae e Indriidae - Lobo de tierra - Fossa - Antílope sable gigante - Nyala - Nyala montano | - Okapi - Ciervo de Berbería - Hipopótamo pigmeo - Cebra de montaña - Asno salvaje - Rinoceronte blanco - †Bubal hartebeest | - Cabra montes de Etiopía - Elefante (con colmillos de menos de 5 kg cada uno) - Ciervo ratón de agua - Picozapato - Ibis eremita - Pintada pechiblanca - Welwitschia mirabilis |

#### Clase B
La autorización para cazar los animales de la clase B se permite mediante permiso especial, pero para cualquier fin.
| - Chimpancé - Mono colobo - Eland gigante - Jirafa - Ñu negro - Duiker (Cefalofo silvicultor y Duiker de Jentink) | - Beira - Dibatag - Bontebok - Rinoceronte negro - Elefante (con colmillos de más de kg) - Pangolín | - Marabú Africano - Bucorvus (abisinio y meridional) - Avestruz - Secretario - Garceta (común, intermedia y grande) |